# Botsorhel
Botsorhel è un comune francese di 479 abitanti situato nel dipartimento del Finistère nella regione della Bretagna.

## Società

### Evoluzione demografica
Abitanti censiti